# Círculo de Juristas de Heidelberg
El Círculo Heidelberger, oficialmente Círculo de Juristas de Heidelberg (en alemán: Heidelberger Juristenkreis) es un grupo alemán de abogados, jueces, funcionarios del Ministerio de Justicia y administrativos de las Iglesias protestante y católica, que abogaron por la liberación y rehabilitación de los criminales de guerra nazis condenados a penas de prisión desde el final de la Segunda Guerra Mundial. Lo fundaron en la primavera de 1949 Eduard Wahl, quien fue profesor de derecho de la Universidad de Heidelberg, director del Archivo Documental de Heidelberg y diputado en el Bundestag, y Hodo von Hodenberg, presidente del Tribunal Superior Regional de Celle.

## Antecedentes
En la primavera de 1949 se concluyeron los Juicios de Núremberg. Con la disolución del Centro de Defensa, muchos de los defensores de los condenados amenazaron con romper la unidad colegiada y crear su propia asociación. Eduard Wahl, uno de los abogados defensores del juicio I.G. Farben y catedrático de derecho en Heidelberg, ofreció establecer una oficina de coordinación en su universidad, que serviría para la recopilación y distribución de documentos y como sala de conferencias. El círculo de juristas de Heidelberg solía mantener reuniones trimestrales para coordinar su trabajo y juntar la documentación recopilada.
La propuesta de Konrad Adenauer de 1951, apoyada por John McCloy, de crear un comité mixto (formado por alemanes y aliados) para la conmutación de las penas de los condenados de Núremberg se basó en un plan elaborado por el círculo Heidelberger.